# Liparis brachyglottis
Liparis brachyglottis är en orkidéart som beskrevs av Heinrich Gustav Reichenbach och Henry Trimen. Liparis brachyglottis ingår i släktet gulyxnen, och familjen orkidéer. Inga underarter finns listade i Catalogue of Life.